# Gnaeus Cornelius Lentulus Augur
Gnaeus Cornelius Lentulus Augur († 25), Sohn des Gnaeus Cornelius Lentulus, war ein römischer Politiker und Senator zur Zeit der Kaiser Augustus und Tiberius. 
Gnaeus Cornelius Lentulus stammte aus guter, aber verarmter Familie. Augustus griff ihm unter die Arme und förderte seine Karriere. Im Jahr 14 v. Chr. war er an der Seite von Marcus Licinius Crassus Frugi ordentlicher Konsul. Während der Kämpfe der Römer an der Donau war er, wohl um 10 bis 6 v. Chr., Legat. Dabei konnte er gegen die Daker und Sarmaten einige Erfolge erzielen und wurde dafür mit den Triumphinsignien ausgezeichnet. 2/1 v. Chr. war er Prokonsul der Provinz Asia. Nach dem Tod des Augustus begleitete er 14 n. Chr. Drusus nach Dalmatien, um dort den Aufstand der Soldaten niederzuschlagen. Mehrfach, besonders 16 und 22, trat er im Senat für die Politik des Tiberius ein. Er war ein treuer Anhänger des Kaiserhauses und überstand deshalb im Jahr 24 auch problemlos einen Majestätsprozess.
Lentulus war Mitglied in den Kollegien der Auguren und der Arvalbrüder. Im Laufe seiner Karriere konnte er ein großes Vermögen anhäufen, das nach seinem Tod an den Kaiser fiel.